# Night Visions
Night Visions ist das erste Studioalbum der US-amerikanischen Band Imagine Dragons. Es wurde am 4. September 2012 veröffentlicht.

## Hintergrund
Bevor die Band beim Musiklabel Interscope Records unterschrieb, wurden drei EPs veröffentlicht: Imagine Dragons EP und Hell and Silence EP im Jahr 2010 und It’s Time im Jahr 2011. Am 14. Februar 2012 folgte ihre Debüt-EP bei Interscope, Continued Silence. Unterschiedliche Songs aus Night Visions waren zuvor bereits auf den EPs enthalten. Imagine Dragons traten im Juli 2012 mit dem Song It’s Time bei der Tonight Show With Jay Leno auf. Außerhalb Nordamerikas wurde das Album am 1. Februar 2013 veröffentlicht.

## Titelliste
1. Radioactive – 3:06
2. Tiptoe – 3:14
3. It’s Time – 4:00
4. Demons – 2:57
5. On Top of the World – 3:12
6. Amsterdam – 4:01
7. Hear Me – 3:55
8. Every Night – 3:37
9. Bleeding Out – 3:43
10. Underdog – 3:29
11. Nothing Left to Say/Rocks – 8:56

Apple Music-Bonustracks:
1. Working Man – 3:55
2. Fallen – 2:59

Spotify-Bonustracks:
1. Cha-Ching (Till We Grow Older) – 4:09
2. Working Man – 3:55

Deluxe-Bonustracks:
1. My Fault – 2:55
2. Round and Round – 3:16
3. The River – 3:24
4. America – 4:32
5. Selene – 3:59

## Singleauskopplungen
Vier Singles aus Night Visions stiegen in die Billboard Hot 100 ein, davon erreichten zwei die Top Ten. Die erste Single It’s Time erschien am 7. August 2012. Neben Night Visions war das Lied auf den Extended Plays It’s Time und Continued Silence enthalten. Sie erreichte Platz 15 in den USA und wurde mit einer Platin-Schallplatte ausgezeichnet. Die erfolgreichste Single war Radioactive, sie erreichte in vielen Ländern der Welt Top-Ten-Platzierungen sowie Platz eins in Schweden. In den Vereinigten Staaten erhielt die Single eine Diamantene Schallplatte für über zehn Millionen verkaufte Einheiten. Auch in Kanada erreichte die Single Diamant-Status. Die 2013 veröffentlichten Singles Demons und On Top of the World konnten international an den Erfolg anschließen und erreichten ebenfalls hohe Chartplatzierungen weltweit. Der Titel Hear Me erreichte für eine Woche die Top 40 der UK-Charts. Durch den Erfolg von Radioactive und Demons wurden Imagine Dragons die erste Band, die mit zwei Songs jeweils über 60 Wochen lang in den Billboard Hot 100 vertreten war.

## Rezeption

### Preise
Das Album wurde mit einem Billboard Music Award in der Kategorie Top Rock Album ausgezeichnet. Des Weiteren erhielt der Song Radioactive einen Billboard Music Award in der Kategorie Top Streaming Song (Audio).

### Rezensionen
Night Visions erhielt gemischte Kritiken. Alex Young von Consequence of Sound lobte vor allem den Song It’s Time und die allgemeine Radiofreundlichkeit des Albums sowie die verschiedenen vertretenen Musikstile, kritisierte jedoch, dass die Tracks teilweise zu vorhersehbar und austauschbar seien und bezeichnete das Album abschließend als Enttäuschung im Vergleich zu früheren Veröffentlichungen der Band. Annie Zaleski von Las Vegas Weekly bewertete das Album mit 3,5 von fünf Sternen, sie lobte das Songwriting und die Kreativität, merkt jedoch an, dass die Band zeitweise kitschig und überdreht klinge. Gregory Heaney von Allmusic vergab drei von fünf Sternen, er zieht Vergleiche mit Coldplay und bezeichnet die Lieder als emotionale Midtempo-Jams, dramatisch, mitreißend und Soundtrack-tauglich.

## Kommerzieller Erfolg

### Chartplatzierungen
Night Visions war ein großer weltweiter Charterfolg und konnte in vielen Ländern die Top 10 erreichen und war auch in zahlreichen Ländern weit über ein Jahr lang in den Charts vertreten. In der Heimat der Band stieg das Album auf Platz zwei der Billboard 200 ein und wurde dort in der ersten Woche über 83.000 Mal verkauft. Es war 414 Wochen lang in den US-Charts vertreten. Im Vereinigten Königreich erreichte es ebenfalls Platz zwei, in Deutschland Platz sechs, in Österreich Platz acht und in der Schweiz Platz neun. Weitere Top-10-Platzierungen wurden unter anderem in Australien, Neuseeland, den Niederlanden, Norwegen und Schweden erreicht. In Schottland stieg das Album auf Platz eins ein. In den USA war Night Visions das meistgestreamte Album des Jahres 2013 bei Spotify.
| ChartsChartplatzierungen       | Höchstplatzierung | Wochen |
| ------------------------------ | ----------------- | ------ |
| Deutschland (GfK)              | 6 (76 Wo.)        | 76     |
| Österreich (Ö3)                | 8 (84 Wo.)        | 84     |
| Schweiz (IFPI)                 | 9 (146 Wo.)       | 146    |
| Vereinigte Staaten (Billboard) | 2 (414 Wo.)       | 414    |
| Vereinigtes Königreich (OCC)   | 2 (126 Wo.)       | 126    |

| ChartsJahrescharts (2012)      | Platzierung |
| ------------------------------ | ----------- |
| Vereinigte Staaten (Billboard) | 133         |

| ChartsJahrescharts (2013)      | Platzierung |
| ------------------------------ | ----------- |
| Deutschland (GfK)              | 44          |
| Österreich (Ö3)                | 36          |
| Schweiz (IFPI)                 | 48          |
| Vereinigte Staaten (Billboard) | 6           |
| Vereinigtes Königreich (OCC)   | 32          |

| ChartsJahrescharts (2014)      | Platzierung |
| ------------------------------ | ----------- |
| Österreich (Ö3)                | 50          |
| Schweiz (IFPI)                 | 42          |
| Vereinigte Staaten (Billboard) | 12          |
| Vereinigtes Königreich (OCC)   | 38          |

| ChartsJahrescharts (2015)      | Platzierung |
| ------------------------------ | ----------- |
| Vereinigte Staaten (Billboard) | 47          |
| Vereinigtes Königreich (OCC)   | 87          |

| ChartsJahrescharts (2016)      | Platzierung |
| ------------------------------ | ----------- |
| Vereinigte Staaten (Billboard) | 109         |

| ChartsJahrescharts (2017)      | Platzierung |
| ------------------------------ | ----------- |
| Vereinigte Staaten (Billboard) | 113         |

| ChartsJahrescharts (2018)      | Platzierung |
| ------------------------------ | ----------- |
| Vereinigte Staaten (Billboard) | 71          |

| ChartsJahrescharts (2019)      | Platzierung |
| ------------------------------ | ----------- |
| Vereinigte Staaten (Billboard) | 103         |

### Auszeichnungen für Musikverkäufe
Night Visions erhielt weltweit insgesamt vier Goldene, 48 Platin-Schallplatten, sowie eine Diamant-Schallplatte für über 9,8 Millionen verkaufte Einheiten.
| Land/Region                  | Auszeichnungen für Musikverkäufe (Land/Region, Auszeichnung, Verkäufe) | Verkäufe   |
| ---------------------------- | ---------------------------------------------------------------------- | ---------- |
| Australien (ARIA)            | Platin                                                                 | 70.000     |
| Belgien (BRMA)               | 2× Platin                                                              | 60.000     |
| Brasilien (PMB)              | 3× Platin                                                              | 120.000    |
| Chile (IFPI)                 | Gold                                                                   | 5.000      |
| Dänemark (IFPI)              | 3× Platin                                                              | 60.000     |
| Deutschland (BVMI)           | 3× Gold                                                                | 300.000    |
| Finnland (IFPI)              | 2× Platin                                                              | 40.000     |
| Frankreich (SNEP)            | Platin                                                                 | 100.000    |
| Irland (IRMA)                | Platin                                                                 | 15.000     |
| Italien (FIMI)               | 2× Platin                                                              | 100.000    |
| Kanada (MC)                  | 7× Platin                                                              | 560.000    |
| Kolumbien (ASINCOL)          | Platin                                                                 | 10.000     |
| Mexiko (AMPROFON)            | Diamant · + 3× Platin                                                  | 480.000    |
| Neuseeland (RMNZ)            | 5× Platin                                                              | 75.000     |
| Niederlande (NVPI)           | Platin                                                                 | 40.000     |
| Österreich (IFPI)            | 2× Platin                                                              | 30.000     |
| Peru (UNIMPRO)               | Gold                                                                   | 3.000      |
| Philippinen (PARI)           | Platin                                                                 | 15.000     |
| Polen (ZPAV)                 | Platin                                                                 | 20.000     |
| Portugal (AFP)               | Platin                                                                 | 15.000     |
| Schweden (IFPI)              | 2× Platin                                                              | 80.000     |
| Schweiz (IFPI)               | Platin                                                                 | 30.000     |
| Singapur (RIAS)              | Platin                                                                 | 10.000     |
| Spanien (Promusicae)         | Gold                                                                   | 20.000     |
| Thailand (TECA)              | Platin                                                                 | 10.000     |
| Vereinigte Staaten (RIAA)    | 8× Platin                                                              | 8.000.000  |
| Vereinigtes Königreich (BPI) | 3× Platin                                                              | 900.000    |
| Insgesamt                    | 4× Gold · 54× Platin · 1× Diamant ·                                    | 11.168.000 |

Hauptartikel: Imagine Dragons/Auszeichnungen für Musikverkäufe